# Zinken (Steiermark)
Zinken  är ett berg i Österrike.   Det ligger i distriktet Liezen och förbundslandet Steiermark, i den centrala delen av landet, 210 km väster om huvudstaden Wien. Toppen på Zinken är 1 854 meter över havet.